# Остров сокровищ (фильм, 1920)
«Остров сокровищ» (англ. Treasure Island) — американский немой приключенческий фильм 1920 года. Снят по одноимённому роману Р. Л. Стивенсона. Ныне считается утерянным, хотя сохранились несколько кадров из него, а также ряд его постеров и реклам.

## Сюжет
Джим, 19-летний юноша, помогает своей овдовевшей матери управлять гостиницей «Адмирал Бенбоу» на западном побережье Англии.
Когда бывший пират Билли Бонс убит в этой гостинице своими сообщниками, ищущими карту к сокровищу капитана Флинта, Джим находит её и передаёт друзьям своей матери, доктору Ливси и сквайру Трелони, которые организуют экспедицию на таинственный остров, чтобы найти клад. Джим, которого отказались брать в это опасное путешествие из-за его юного возраста, прячется на борту нанятого Ливси и Трелони корабля, экипаж которого состоит из моряков, в основном выбранных Джоном Сильвером, одноногим пиратом, выдающим себя за кока.
На подходе к Острову сокровищ Сильвер пытается организовать на корабле мятеж, но об этом вовремя узнаёт Джим и рассказывает обо всём Ливси и Трелони. Им удаётся сдерживать команду, пока они не прибудут на остров и не найдут убежище на нём с Джимом и верными членами команды. Вскоре происходит битва с пиратами, в результате которой джентльменам приходится отдать карту Сильверу и его банде. Однако в конечном счёте пираты разгромлены, а Джим и его друзья находят сокровище Флинта благодаря помощи Бена Ганна — пирата, который был оставлен своими товарищами умирать на этом острове несколько лет назад.
Сравни: Роман «Остров сокровищ»: Сюжет

## В ролях
В порядке перечисления в титрах
- Ширли Мейсон — Джим Хокинс
- Джози Мелвилл — миссис Хокинс, его мать, управляющая гостиницей
- Эл У. Филсон — Билли Бонс
- Уилтон Тейлор[англ.] — пират Чёрный Пёс
- Лон Чейни — пират Слепой Пью / пират Джордж Мэрри[4]
- Чарльз Огл — пират Джон Сильвер
- Джозеф Синглтон[англ.] — пират Израэль Хэндс
- Булл Монтана[англ.] — пират Том Морган
- Гарри Холден — капитан Смоллетт
- Сидни Дин[англ.] — сквайр Трелони
- Чарльз Хилл Мейлс[англ.] — доктор Ливси

## Производство и показ
В сентября 1919 года появилась реклама о готовящемся фильме «Остров сокровищ». Согласно ей, кинозвезда Джек Холт исполнит в картине роль Джона Сильвера, а не менее знаменитый Уоллес Бири — роль Израэля Хэндса, однако в итоге эти роли были отданы знаменитому Чарльзу Оглу и малоизвестному Джозефу Синглтону, соответственно.
Фильм имел несколько цветных вставок, раскрашенных вручную с использованием процесса Handschiegl color process.
Ограниченная премьера ленты состоялась 26 марта 1920 года, 4 апреля того же года он был показан по всей стране, в 1921 году премьера «Острова…» состоялась в Швеции, Дании и Великобритании, в 1923 году — во Франции и Финляндии. Эта картина была пятой по счёту экранизацией популярного романа, и вышла самой дорогой и роскошной из них на то время. Примечательно, что Джима Хокинса здесь сыграла девушка — Ширли Мейсон, которой на тот момент было 19 лет.
Пиратским кораблём, использованным в фильме, была списанная баркентина под названием «Фримонт», которая на самом деле использовалась в африканской работорговле и была захвачена США за участие в незаконной деятельности.

## Критика и восприятие
Теглайн ленты гласил: «Злобные пираты и зарытое золото; Деяния, от которых кровь стынет в жилах; Самая невероятная история из когда-либо рассказанных! Йо-хо-хо и бутылка рому!»
Хотя кинокритики того времени оценили фильм без особого восторга, «Остров…» считается одной из самых успешных картин Мориса Турнёра; а фанаты Лона Чейни называют эту ленту одной из самых желанных для «находки».
- The Film Daily[англ.]. «„Остров сокровищ“ — прекрасная картина, которая, вероятно, понравится необычным «делателям денег» в этом сезоне… Бесчисленные прекрасные типы пиратов, возглавляемые двумя великолепными актёрами, Лоном Чейни и Чарльзом Оглом, добавляют завершающий штрих атмосфере Стивенсона»[2].
- Exhibitors Trade Review. «В этой постановке Морис Турнёр привнёс на экран реальные штрихи того, что было частью дней детства… Под его умелым руководством эта картина достойна всего, что говорит в её пользу»[2].
- The New York Times. «„Остров сокровищ“ Мориса Турнёра настолько далёк от оригинала, что любое их сравнение должно подчёркивать недостатки фильма… Наиболее яркую актёрскую игру демонстрирует надёжный Лон Чейни в двух ролях, сначала в роли Слепого Пью, а затем в роли угрюмого Мэрри».
- Variety. «Это далеко не то, что должно быть. Морис Турнёр — француз и, похоже, неспособен извлечь максимум пользы из англосаксонского.»
- Motion Picture News[англ.]. «Чтобы визуализировать выдающиеся детали, сценарист позволил себе вольности со Стивенсоном, и его можно извинить на том основании, что даже экран имеет свои ограничения… Чарльз Огл великолепен в роли одноногого Джона Сильвера, а Лон Чейни даёт ещё один яркий показ своего характера в роли одного и даже двух головорезов-пиратов.»[4]

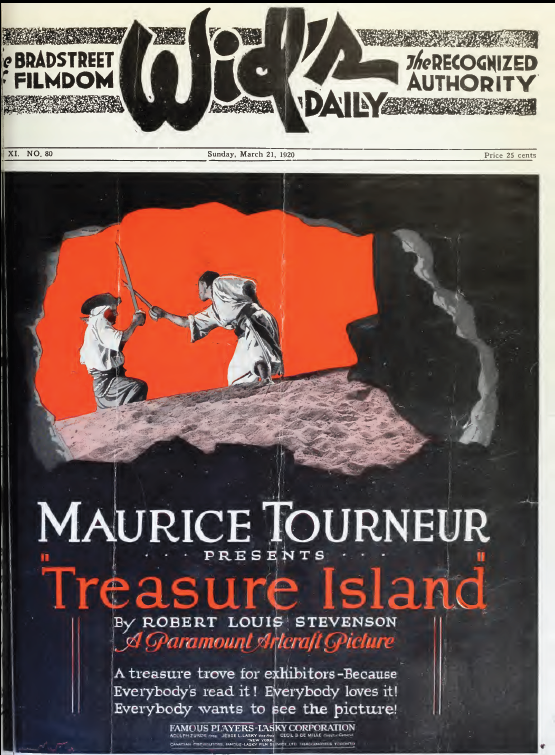
Реклама фильма
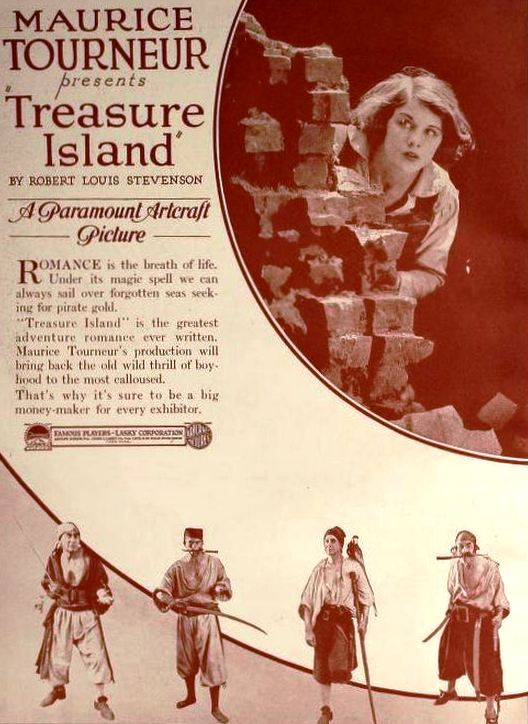
Реклама фильма
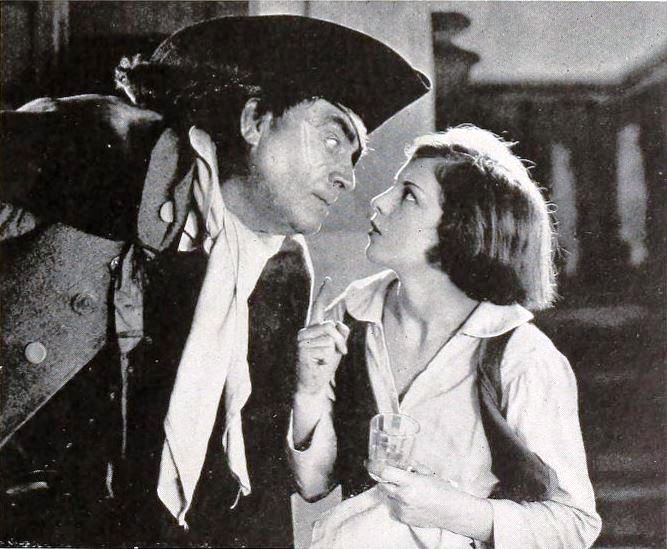
Чарльз Огл и Ширли Мейсон
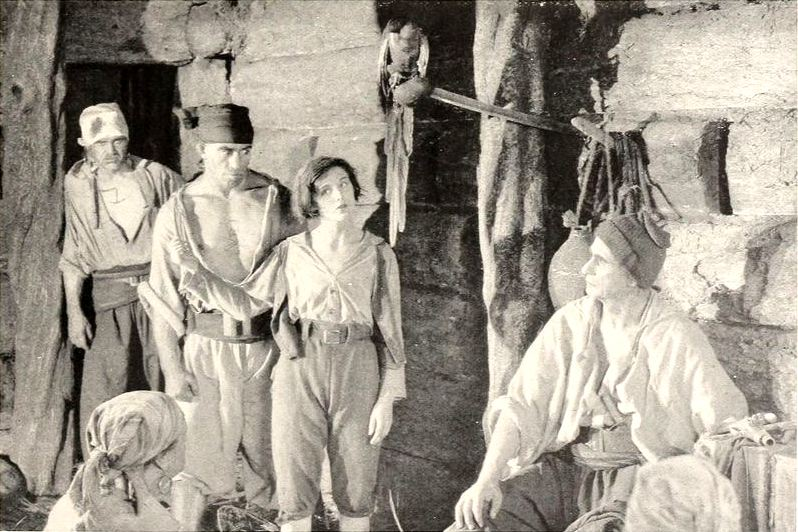
Джим в плену у пиратов
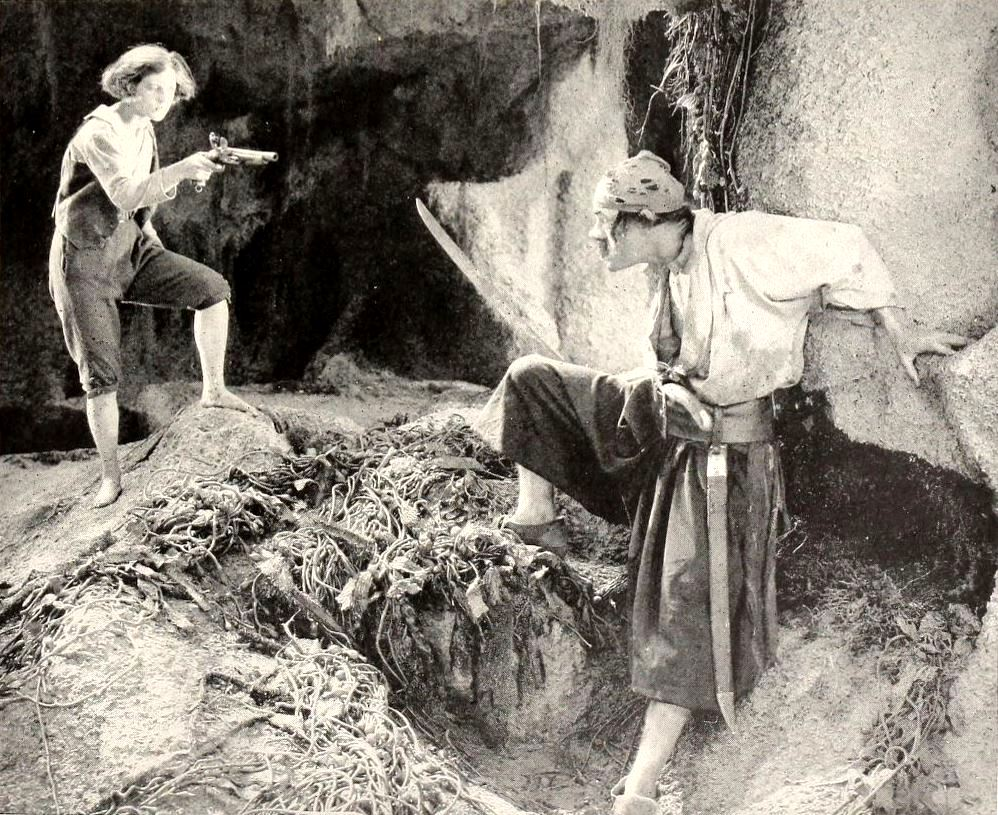
Джим против Чёрного Пса
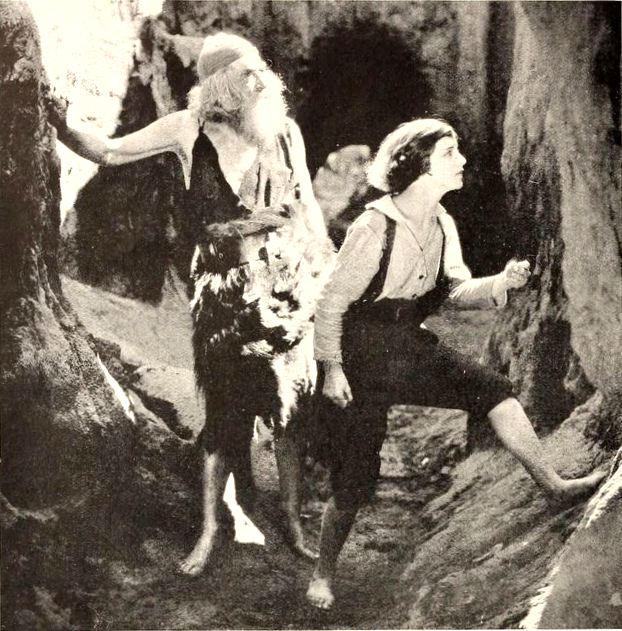
Джим и Бен Ганн
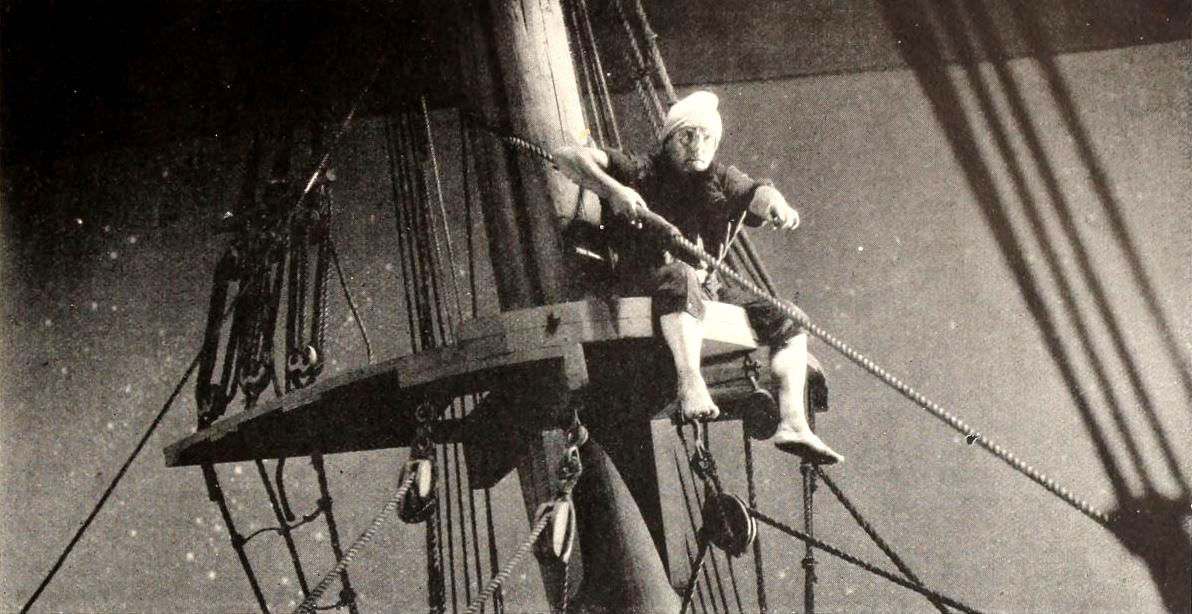
Кадр из фильма
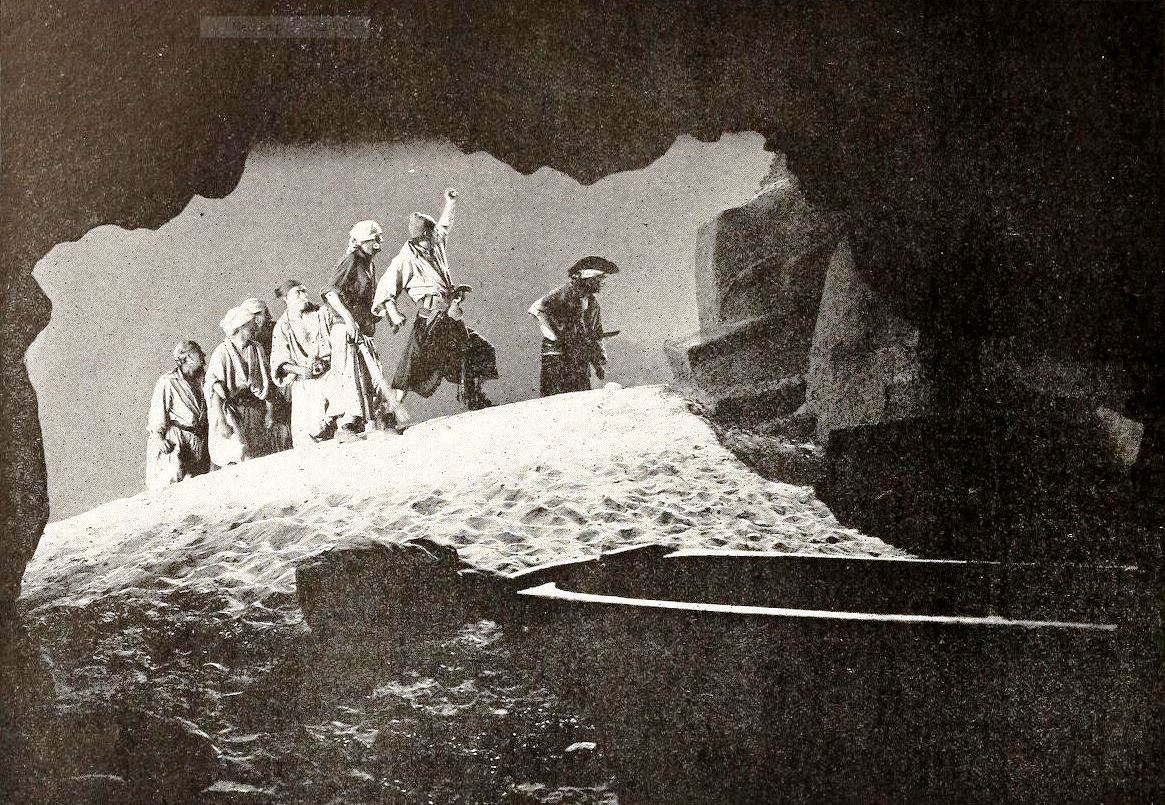
Кадр из фильма